# Ганцлін
Ганцлін (нім. Ganzlin) — громада в Німеччині, розташована в землі Мекленбург-Передня Померанія. Входить до складу району Людвігслуст-Пархім. Складова частина об'єднання громад Плау-ам-Зе.
Площа — 87,97 км2. Населення становить 1419 ос. (станом на 31 грудня 2020).

## Галерея

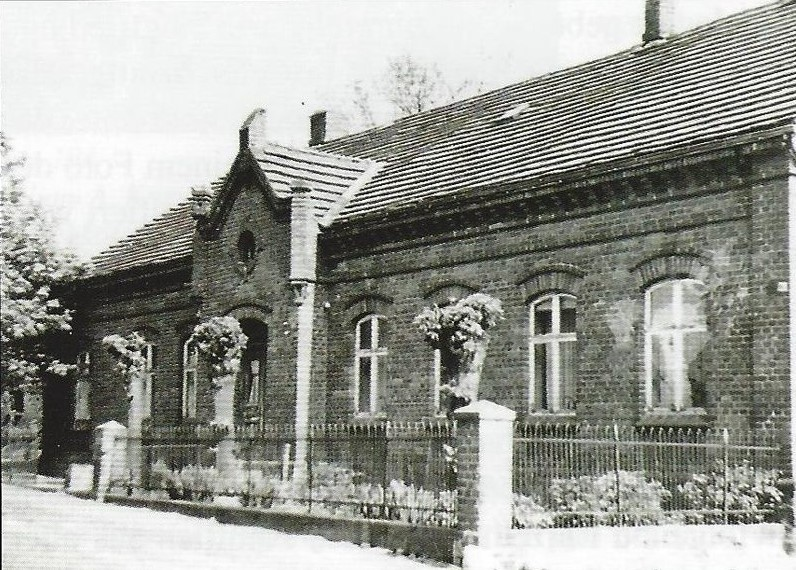